# 효고현
효고현(일본어: 兵庫県)은 일본 긴키 지방에 있는 현으로, 현청 소재지는 고베시이다.
혼슈의 양쪽 끝에 있는 야마구치현과 아오모리현을 제외하고는 유일하게 태평양과 동해를 모두 접하고 있는 현이다. 인구는 2025년 1월 1일 추계 기준으로 5,330,767명이고 현내 지역총생산은 2021년 기준 약 22조 5천억 엔으로 일본 도도부현 가운데 6위, 긴키 지방의 경우 오사카부를 이은 2위로 집계되었다.

## 역사
현재의 효고현은 과거 하리마국, 다지마국, 아와지국과 단바국, 셋쓰국의 일부를 포함한다. 1180년, 헤이안 시대 말엽에 안토쿠 천황과 다이라노 기요모리는 황궁을 잠시 오늘날의 고베시에 해당하는 후쿠하라로 옮겼고 다섯 달 동안 수도 역할을 했다.
히메지성은 유네스코 세계유산으로 히메지시에 있으며, 47 로닌의 고향인 아코번이 효고현에 있다. 효고현의 남부는 1995년 1월 17일에 진도7(거의 대부분의 건물이 붕괴되고 도시가 제기능을 못함)를 기록한 규모 7.3의 지진,한신·아와지 대지진으로 심하게 파괴되었다. 고베시와 아와지시, 다카라즈카시, 오사카부의 일부가 파괴되었고 거의 5500명이 사망했다.

## 지리
효고현의 해안선은 북쪽의 동해, 남쪽의 세토 내해의 두 바다를 향해 있다. 북쪽 부분은 도요오카시를 제외하고는 인구가 희박하고, 중앙 고지는 작은 촌락에 약간의 인구만 살고 있다. 효고현의 인구의 대부분은 남쪽의 해안선에 살고 있고 게이한신 도시권의 일부이다. 아와지섬은 세토 내해의 섬으로 혼슈와 시코쿠 사이에 놓여 있다. 여름 날씨는 덥고 습하며 겨울에는 효고현의 북쪽은 많은 눈이 내리는 데 반해 남쪽은 간간히 눈보라만 흩날린다.
효고현은 오사카부, 교토부, 돗토리현, 오카야마현과 접한다.

## 지역

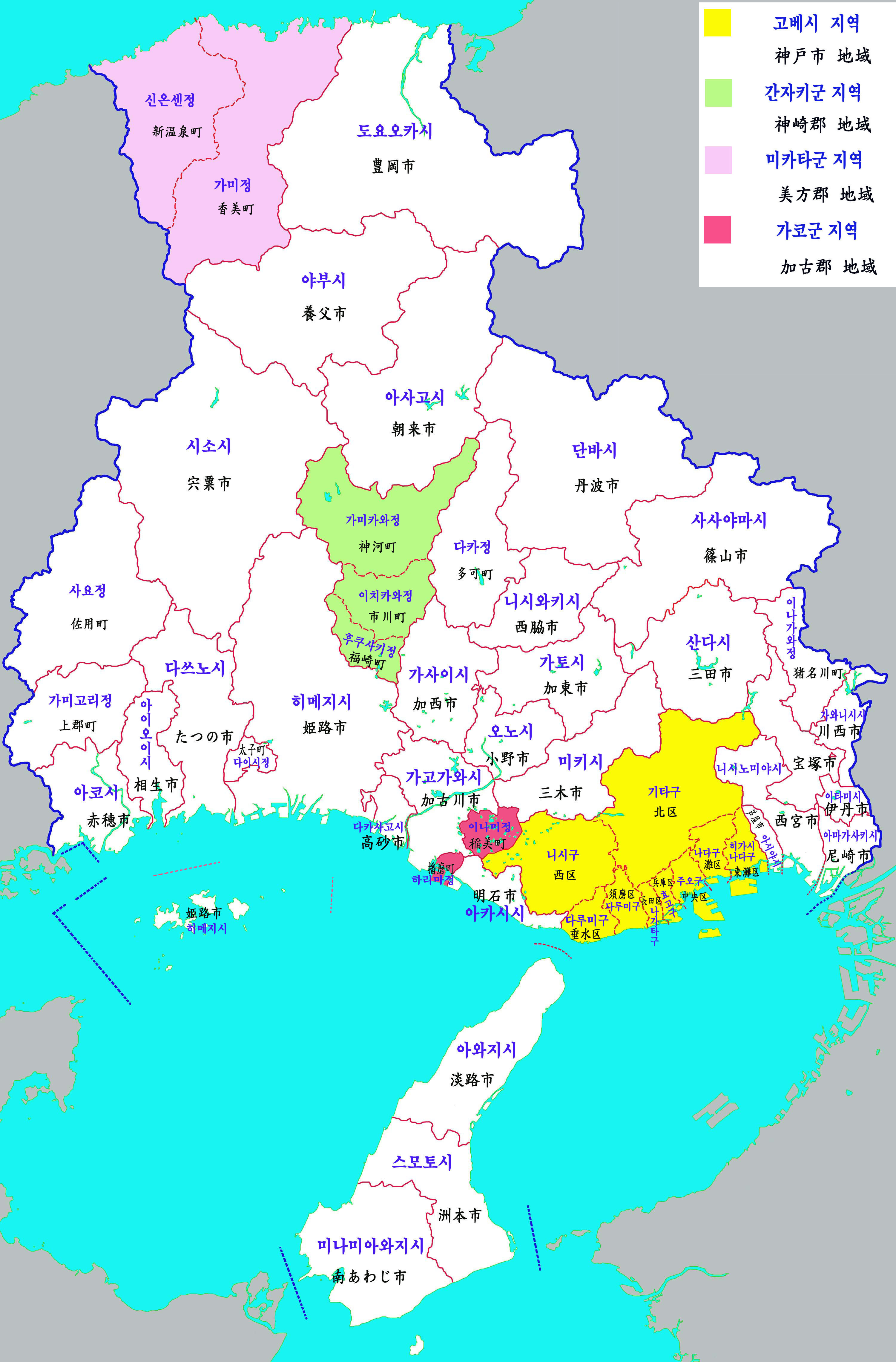
효고현의 지도

| - 도요오카시(豊岡市) - 야부시(養父市) - 아사고시(朝来市) - 미카타군(美方郡) - 신온센정(新温泉町) - 가미정(香美町) - 단바사사야마시(丹波篠山市) - 단바시(丹波市) - 고베시(神戸市) - 현청 소재지, 정령지정도시 - 히가시나다구(東灘区) - 나다구(灘区) - 주오구(中央区) - 효고구(兵庫区) - 기타구(北区) - 나가타구(長田区) - 스마구(須磨区) - 다루미구(垂水区) - 니시구(西区) 아리마•무코군 지역 (1899년 기준) - 아마가사키시(尼崎市) - 니시노미야시(西宮市) - 아시야시(芦屋市) 가와베군 지역 (1899년 기준) - 이타미시(伊丹市) - 다카라즈카시(宝塚市) - 가와니시시(川西市) - 산다시(三田市) - 가와베군(川辺郡) - 이나가와정(猪名川町) - 스모토시(洲本市) - 미나미아와지시(南あわじ市) - 아와지시(淡路市) | - 아카시시(明石市) - 가코가와시(加古川市) - 다카사고시(高砂市) - 가코군(加古郡) - 이나미정(稲美町) - 하리마정(播磨町) - 미키시(三木市) - 니시와키시(西脇市) - 오노시(小野市) - 가사이시(加西市) - 가토시(加東市) - 다카군(多可郡) - 다카정(多可町) - 히메지시(姫路市) - 이보군(揖保郡) - 다이시정(太子町) - 간자키군(神崎郡) - 가미카와정(神河町) - 이치카와정(市川町) - 후쿠사키정(福崎町) - 아이오이시(相生市) - 아코시(赤穂市) - 시소시(宍粟市) - 다쓰노시(たつの市) - 아코군(赤穂郡) - 가미고리정(上郡町) - 사요군(佐用郡) - 사요정(佐用町) |

## 경제
효고현에는 많은 중공업, 금속, 의료 기업들이 있고 고베는 일본에서 가장 큰 항구 중 하나이다. 효고는 한신 공업지대의 일부이며, 일본의 국립 과학 연구소인 이화학연구소의 두 개의 연구 시설이 고베와 하리마에 있다.

## 인구
|                                            | |
| 효고현의 전국의 연령별 인구 분포（2005년） | 효고현의 연령·남녀별 인구 분포（2005년）                                                                               |
| ■자주색 ― 효고현 ■녹색 ― 일본전국          | ■파랑색 ― 남자 ■빨간색 ― 여자                                                                                          |
| · 효고현의 인구추이                        | |
| 일본 총무성 통계국 국세조사 결과           | |
|                                            | 기술적 문제로 인해 그래프를 일시적으로 사용할 수 없습니다. 파브리케이터와 미디어위키 위키에 더 자세한 정보가 있습니다. |

| 연도  | 인구      | ±% p.a. |
| ----- | --------- | ------- |
| 1890  | 1,551,367 | —       |
| 1903  | 1,833,957 | +1.30%  |
| 1913  | 2,143,791 | +1.57%  |
| 1920  | 2,301,799 | +1.02%  |
| 1925  | 2,454,679 | +1.29%  |
| 1930  | 2,646,301 | +1.51%  |
| 1935  | 2,923,249 | +2.01%  |
| 1940  | 3,221,232 | +1.96%  |
| 1945  | 2,821,892 | −2.61%  |
| 1950  | 3,309,935 | +3.24%  |
| 1955  | 3,620,947 | +1.81%  |
| 1960  | 3,906,487 | +1.53%  |
| 1965  | 4,309,944 | +1.99%  |
| 1970  | 4,667,928 | +1.61%  |
| 1975  | 4,992,140 | +1.35%  |
| 1980  | 5,144,892 | +0.60%  |
| 1985  | 5,278,050 | +0.51%  |
| 1990  | 5,405,040 | +0.48%  |
| 1995  | 5,401,877 | −0.01%  |
| 2000  | 5,550,574 | +0.54%  |
| 2005  | 5,590,601 | +0.14%  |
| 2010  | 5,588,133 | −0.01%  |
| 2015  | 5,536,989 | −0.18%  |
| 출처: |           |         |

## 문화
효고 현립 미술관이 고베시 나다구에 있다.

## 교통

### 철도
- 현내 노선
  - 서일본 여객철도: 가코가와선, 반탄선
  - 호조 철도: 호조선
  - 한큐 전철: 이마즈선, 이타미선, 고요선
  - 한신 전기 철도: 무코가와선
  - 고베 고속 철도: 도자이선, 난보쿠선
  - 산요 전기 철도: 본선, 아보시선
  - 고베 전철: 아리마선, 산다선, 아오선, 공원도시선
  - 호쿠신 급행 전철: 호쿠신선
  - 노세 전철: 닛세이선, 묘켄선
  - 고베 신교통: 포트아일랜드선, 롯코 아일랜드선
  - 고베 시영 지하철

- 인접 부현 노선
  - 서일본 여객철도: 후쿠치야마선, JR 도자이선, 아코선, 기신선
  - 기타킨키 탱고 철도: 미야즈선
  - 지즈 급행: 지즈선
  - 한큐 전철: 고베 본선, 다카라즈카 본선
  - 한신 전기 철도: 한신 본선, 난바선
  - 노세 전철: 묘켄선

- 광역 노선
  - 서일본 여객철도 : 산요 신칸센, 도카이도 본선, 산요 본선, 산인 본선

### 도로
- 고속도로
  - 메이신 고속도로
  - 주고쿠 자동차도
  - 산요 자동차도
  - 마이즈루-와카사 자동차도(일본어판)
  - 하리마 자동차도(일본어판)
- 국도
  - 국도 제2호선
  - 국도 제9호선
  - 국도 제28호선
  - 국도 제29호선
  - 국도 제43호선
  - 국도 제171호선 (일본)(일본어판)
  - 국도 제173호선 (일본)(일본어판)
  - 국도 제174호선
  - 국도 제175호선 (일본)(일본어판)
  - 국도 제176호선 (일본)(일본어판)
  - 국도 제178호선
  - 국도 제179호선
  - 국도 제250호선 (일본)(일본어판)
  - 국도 제312호선 (일본)(일본어판)
  - 국도 제372호선 (일본)(일본어판)
  - 국도 제373호선 (일본)(일본어판)
  - 국도 제426호선 (일본)(일본어판)
  - 국도 제427호선 (일본)(일본어판)
  - 국도 제428호선 (일본)(일본어판)
  - 국도 제429호선 (일본)(일본어판)
  - 국도 제436호선
  - 국도 제477호선 (일본)(일본어판)
  - 국도 제482호선 (일본)(일본어판)

### 공항
- 고베 공항
- 다지마 비행장

## 스포츠
효고현에 기반을 둔 스포츠 팀은 다음과 같다.

### 축구
- 비셀 고베(고베시)

### 야구
- 한신 타이거스(니시노미야시)

## 관광

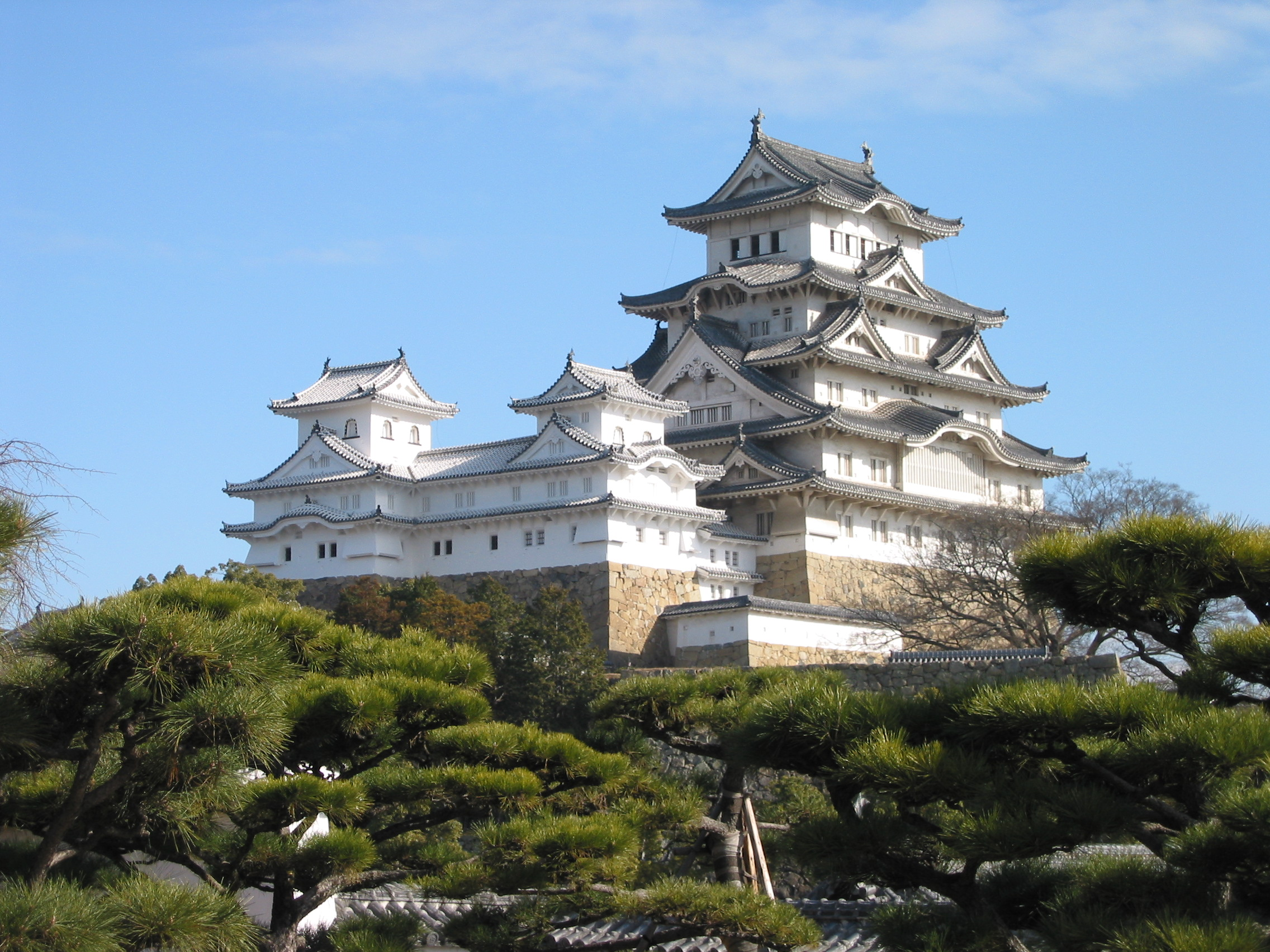
히메지성

고베시는 인기 있는 관광지이다. 이 지방은 일본에서 일찍이 서구와 접촉했던 곳으로 많은 초기의 미국인과 영국인, 유럽인 방문자들의 집이 여전히 항구를 조망할 수 있는 절벽에 서있다.
세토 내해의 경치는 "백만 달러의 경치"로 남아있다. 고베항은 일본에서 가장 유명한 항구 중 하나이다. 인기 있는 흥행단인 다카라즈카 가극단이 다카라즈카시에서 활동했다.
히메지성은 유네스코 세계유산으로 지정되어 있다. 역사적인 중요성과 함께 고베, 오사카로부터 신칸센으로 접근이 편리해 매년 수많은 관광객들을 모으고 있다.

## 같이 보기
- K 컴퓨터